# Olleh배 바둑 오픈 챔피언십

olleh배 바둑 오픈 챔피언십, 약칭 olleh배는 2010년 시작된 대한민국의 바둑 기전이다. 한국기원이 주최하며, KT의 협찬을 받는다.

## 대회 형식
프로와 아마추어가 모두 참가하는 통합 예선을 통과한 79명과 후원사 시드 1명이 1라운드를, 1라운드 승자와 2차 시드 16명(프로 랭킹 5~20위)이 2라운드를, 2라운드 승자와 톱 시드 4명(프로 랭킹 1~4위)이 3라운드를 치른다. 각 라운드마다 프로 랭킹에 따라 대국 상대가 결정된다. 결승전은 5번기이다. 제한 시간 1시간, 초읽기 40초 3회가 주어지며, 덤은 6집 반이다.
우승자는 1억원을, 준우승자는 3천만원을 받는다.

## 역대 우승자
| 회수 | 연도 | 우승       | 전적 | 준우승     |
| ---- | ---- | ---------- | ---- | ---------- |
| 1    | 2010 | 이세돌 9단 | 3:1  | 강동윤 9단 |
| 2    | 2011 | 이세돌 9단 | 3:1  | 이창호 9단 |
| 3    | 2012 | 이세돌 9단 | 3:1  | 최철한 9단 |
| 4    | 2013 | 김지석 9단 | 3:0  | 목진석 9단 |